# Fethi Mselmani
Fethi Mselmani est un acteur tunisien.

## Filmographie

### Cinéma
- 1995 : La Danse du feu de Salma Baccar
- 2002 : Le Chant de la noria d'Abdellatif Ben Ammar
- 2004 : Parole d'hommes de Moez Kamoun (ar)
- 2007 : L'Autre moitié du ciel de Kalthoum Bornaz
- 2010 : Les Palmiers blessés d'Abdellatif Ben Ammar
- 2013 : Millefeuille de Nouri Bouzid

### Télévision

#### Séries
- 1994 : Ghada de Mohamed Hadj Slimane et Abdelhakim Alimi
- 1996-1997 : El Khottab Al Bab de Slaheddine Essid, Ali Louati et Moncef Baldi : Mongi
- 1999 : Anbar Ellil de Habib Mselmani et Ahmed Rjeb : Slimane Thabet
- 2000 :
  - Ya Zahra Fi Khayali d'Abdelkader Jerbi, Mustapha Adouani, Adem Fathi et Ridha Gaham : Fathi
  - Mnamet Aroussia de Slaheddine Essid et Ali Louati : Maître Abderrahmen
- 2001 : Dhafayer de Habib Mselmani, Madih Belaïd et Ridha Gaham
- 2003 : Gamret Sidi Mahrous d'Ali Louati et Slaheddine Essid : Hamda Srairi
- 2004 : Hssabet w Aqabet d'Ali Louati et Habib Mselmani : Chokri Daass
- 2007 :
  - Choufli Hal de Slaheddine Essid (invité d'honneur de l'épisode 27 de la saison 2) : Nabil
  - Layali el bidh de Rafika Boujday et Habib Mselmani : Khaled El Abed
  - Kamanjet Sallema d'Ali Louati et Hamadi Arafa
- 2008 : Bin Ethneya de Jihed Cherni, Younes Ferhi, Mehrez Ezzine et Habib Mselmani : Mahmoud
- 2009 : Aqfas Bila Touyour (ar) d'Ezzedine Harbaoui, Nabil Bessaïda, Sadok Helali, Maroua Ben Jemiâ, Salma Baccar et Jamel Chamseddine : Sobhi
- 2010 :
  - Garage Lekrik de Ridha Béhi, Rania Mlika et Tahar Fazaa
  - Casting de Kaïs Chekir, Sami Fehri et Saoussen Jemni : Salah, père de Kenza
- 2011 :
  - Maître Malek d'Ali Louati et Fraj Slama
  - Njoum Ellil (saison 3) de Madih Belaïd, Émir Majouli, Jamil Najjar, Kaïs Néji, Mehdi Nasra, Samia Amami, Saâd Ben Hussine et Abdelhakim Alimi : Arsan (avocat de Naceur)
- 2012 :
  - Maktoub de Sami Fehri : Mondher Ben Farhat
  - Pour les beaux yeux de Catherine de Rafika Boujday et Hamadi Arafa : Hbib
  - Onkoud El Ghadhab de Naïm Ben Rhouma : Hamadi
  - Bab El Hara 2100 de Hayfa Araar, Anis Ben Dali et Oussama Abdelkader : Abou Badis
- 2013 : Zawja El Khamsa de Habib Mselmani et Jamel Eddine Khelif : Hichem
- 2014 : Ikawi Saadek  d'Émir Majouli et Oussama Abdelkader : Taher alias Thoura
- 2015 : Naouret El Hawa (saison 2) de Madih Belaïd : Jalloul
- 2015-2016 : Awled Moufida de Sami Fehri et Saoussen Jemni : Rafik
- 2016 : Warda w Kteb d'Ahmed Rjeb (participation spéciale)
- 2017 :
  - Dawama de Naïm Ben Rhouma, Mohamed Ali Mihoub et Abdelmonem Hwass : Issam Kadri
  - Bolice 4.0 (saison 4) de Majdi Smiri et Zouhour Ben Yahmadi
- 2018 : Tej El Hadhra de Sami Fehri et Saoussen Jemni : Moustapha Agha
- 2019 : Dar Nana de Mohamed Ali Mihoub et Younes Ferhi : Maître Touhami
- 2020 :
  - Nouba 2 d'Abdelhamid Bouchnak (invité d'honneur) : le colonel
  - Galb El Dhib (ar) de Bassem Hamraoui : Mahmoud, leader du mouvement national
- 2021 :
  - Awled El Ghoul (ar) de Mourad Ben Cheikh : Khaled
  - Millionaire de Muhammet Gök : père de Nadia
- 2022 : Baraa de Sami Fehri : Hmed
- 2025 : El Fetna de Saoussen Jemni : Hamdi

#### Téléfilms
- 2006 : Abderrahman Ibn Khaldoun de Habib Mselmani
- 2007 : Puissant de Habib Mselmani

## Théâtre
- 2005 :
  - Etalibet (Les Étudiantes), texte de Naïma El Jeni et mise en scène de Mongi Ben Hafsia
  - Le Maréchal, texte de Noureddine Kasbaoui et mise en scène d'Abdelaziz Meherzi
- 2014 : El Hala Adia, adaptation de la pièce de théâtre Al-Najet de l’écrivain égyptien Naguib Mahfouz, mise en scène de Hassen Mouadhen[2]
- 2015 : Dhalamouni habaybi d'Abdelaziz Meherzi : Noukhaï